# San Juan, Salamanca
San Juan är en ort i Mexiko.   Den ligger i kommunen Salamanca och delstaten Guanajuato, i den centrala delen av landet, 240 km nordväst om huvudstaden Mexico City. San Juan ligger 1 726 meter över havet och antalet invånare är 132.
Terrängen runt San Juan är platt åt sydväst, men åt nordost är den kuperad. Runt San Juan är det tätbefolkat, med 266 invånare per kvadratkilometer. Närmaste större samhälle är Salamanca, 8,7 km väster om San Juan. Trakten runt San Juan består till största delen av jordbruksmark.